# Cordillera MacDonnell
La cordillera MacDonnell es un sistema montañoso ubicado al sur del Territorio del Norte de Australia.
Extendiéndose de este a oeste del poblado de Alice Springs por casi 400 kilómetros, su cima más alta es el monte Ziel (1510 m). Estas montañas fueron primeramente exploradas en 1860 por John McDouall Stuart y fueron nombradas así en honor a Richard MacDonnell, gobernador de Australia Meridional.
una de las montañas más importantes de Australia.

## Geografía
Los picos más altos son el monte Zeil con una elevación de 1.531 m s. n. m., el monte Liebig en 1.524 metros, el monte Edward en 1.423 metros, el monte Giles en 1.389 metros y el monte Sonda a 1.380 metros; siendo estas las cinco montañas más altas del Territorio del Norte. Las cabeceras de los ríos Todd, Finke y Sandover se forman en la cordillera MacDonnell. La cordillera está cruzada por la Australian Overland Telegraph Line y la Stuart Highway en Heavitree Gap, un espacio de agua creado por el río Todd, en la entrada sur de Alice Springs.

## Geología

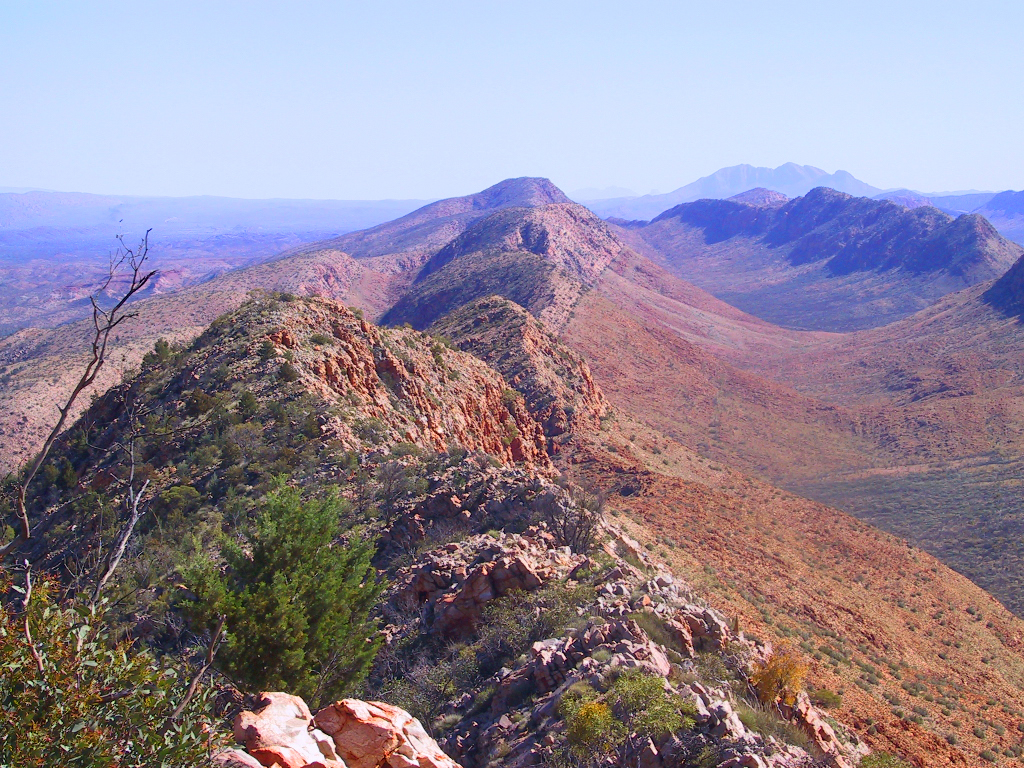
Vista a lo largo del oeste de la cordillera MacDonnell.

Hace 300-350 millones de años, un evento de orogenia creó la cordillera MacDonnell. Desde entonces, el plegamiento, las fallas y la erosión han dado forma a la cordillera y han creado numerosos huecos y desfiladeros.
Las cordilleras están compuestas por muchos tipos de rocas, pero son más famosas por sus picos y desfiladeros de cuarcita roja. Otros tipos de rocas incluyen granito, caliza, arenisca y limolita. Algunos de los valles de la cordillera contienen evidencia fósil del mar interior que alguna vez cubrió el centro de Australia.

## Ecología
Como parte de la ecorregión de matorral xerófilo de la Cordillera Central de pastizales de matorrales secos, la cordillera MacDonnell alberga una gran cantidad de especies endémicas que incluyen la rana arborícola central Litoria gilleni. Esto se debe principalmente a los microclimas que se encuentran alrededor de las piscinas de rocas frías.
El parque nacional West MacDonnell se estableció en 1984 para proteger los numerosos parques y reservas de la cordillera, incluidos los residentes internos dentro de la cordillera.